# یخنی لوبیا
یخنی لوبیا یکی از غذاهای کاشان است که با پختن گردن، سرسینه یا ماهیچه گوسفند (یا مخلوطی از همه آنها) و اضافه کردن لوبیای سفید به آن آماده می‌شود. پرآب آن را به صورت آبگوشت و کم آب آن را با شویدپلو می‌خورند.